# 데스포티스
데스포티스(그리스어: δεσπότης)는 동로마 제국의 황자 또는 황실의 사위들에게 수여되던 친왕급 작위이다. 처음에는 제위 계승자를 의미했다. 동로마 제국에서 시작해 중세 후기 발칸 반도 전역에 널리 퍼져 동로마의 영향을 받은 로마니아 제국과 불가리아, 세르비아, 트라페주스 제국 등에서도 이 작위를 사용했다. 데스포티스의 작위를 가진 귀족들이 반독립적인 상태가 되어 데스포티스국(despotates)을 다스리는 경우도 있었는데, 대표적으로 에페이로스, 모레아, 세르비아에서 그러했다.